# Lough Key
Le Lough Key est un lac d'Irlande, au nord du comté de Roscommon ; il est situé à environ 40 km nord de la ville de Roscommon, et 3 km à l'est de la ville de Boyne. Il tire son nom de Cé, un druide légendaire qui, selon la tradition, s'y serait noyé lorsque le lac s'est formé.
Le lac a plusieurs kilomètres de large, approximativement triangulaire ; il compte plus de trente îles ou îlots boisés, dont Castle Island, Stag Island, Bullock Island et Drummand Island. Sur Castle Island est bâti le Macdermott's Castle (anciennement McGreevy's Castle), qui appartenait à la plus importante famille traditionnelle de la région.
Le lac est réputé pour la pêche à la ligne.

## Parc forestier
Le Lough Key Forest Park s'étend le long de la rive sud du Lough Key. Ce parc de 320 hectares faisait partie du domaine de Rockingham. La tour Moylurg, à l'emplacement de l'ancienne maison Rockingham détruite par incendie en 1957, permet de jouir d'une vue dominante sur le lac et sur les pelouses et tourbières du parc. Ici se trouvait une résidence de la famille britannique des Stafford King Harmon jusqu'aux années 1950 ; au XIXe siècle, cette famille possédait plus de 120 km² dans les comtés de Roscommon et de Sligo.
Les héritiers des King Stafford ont vendu ces terres au peuple d'Irlande, et des régisseurs locaux veillaient à la propriété. Puis le Forest Park est passé sous le contrôle du Irish Government's Department of Forestry. Il est actuellement géré par le Coillte Teoranta, une institution semi-privée. Le parc contient les restes de cinq ringforts, ce qui prouve l'ancienneté de l'occupation humaine dans cette région. 
Destination populaire pour les randonneurs, le parc est aussi doté d'équipements pour les loisirs nautiques, le camping et les activités de plein-air.

## Littérature
La région du Lough Key a une importance significative dans la littérature et les légendes médiévales irlandaises. Débutant vers l'an 1000, les annales de Boyle ont été compilées sur Trinity Island ; les annales de Lough Key, relatant les années 1253 à 1590, commencent leur récit là où se termine celui les annales de Boyle.
C'est également au Lough Key que se situe la légende d'Una Bháin.
Le célèbre harpiste irlandais Turlough O'Carolan (1670 - 1738) est inhumé à Kilronan, à 5 km (3 miles) au nord du lac.

## Shannon
Le Lough Key est inclus dans la partie nord du bassin versant du Shannon ; il se déverse dans un court affluent de la rivière Boyle, dont le confluent avec le fleuve se situe dans le Lough Drumharlow, à 13 km (8 miles) à l'est.
Le lac peut être admiré depuis la route N4, après le contournement de Boyle, lors de son ascension des Curlew Mountains. L'emplacement du belvédère est décoré d'une statue équestre en métal, représentant un chef de clan irlandais.